# Agrostis subrepens
Agrostis subrepens är en gräsart som först beskrevs av Albert Spear Hitchcock, och fick sitt nu gällande namn av Albert Spear Hitchcock. Agrostis subrepens ingår i släktet ven, och familjen gräs.
Artens utbredningsområde är Peru. Inga underarter finns listade i Catalogue of Life.